# Blitzer (Meteor)
Als Blitzer wird in Kreisen der Amateurastronomie ein plötzlich hell aufleuchtender Punkt am Sternhimmel bezeichnet, der keine oder fast keine seitliche Bewegung zeigt. Dem visuellen Eindruck nach ähnelt die Erscheinung einem in großer Entfernung ausgelösten fotografischen Blitz.
In den meisten Fällen handelt es sich um eine helle Sternschnuppe, deren Richtung fast genau zum Beobachter hinzeigt. Dadurch scheint der weiße Lichtpunkt, der meist nach wenigen Zehntelsekunden erlischt, unter den Sternen stillzustehen. Er ist fast immer heller als ein Stern 1. Größe, manchmal sogar heller als Jupiter (−2 bis −3 mag). Pro Stunde treten 0–2 Blitzer auf, überwiegend unter größeren Höhenwinkeln auf, fast nie aber unter 30°.
Mehrere Astrovereine haben begonnen, über die Blitzer Aufzeichnungen zu führen – insbesondere in gut besuchten Perseidennächten oder Beobachtungsabenden für andere Meteorschwärme. Die Statistik eines erfahrenen Beobachters im ÖAV weist seit 2018 in 70 Stunden 58 Blitzer aus. Im Englischen spricht man öfters von single flashes of light in night sky.